# Muskingum (rijeka)
Muskingum je 179 km duga rijeka u SAD-u, u saveznoj državi Ohio, pritoka rijeke Ohio. 
Rijeka Muskingum nastaje kod mjesta Coshocton, sutokom rijeka Walhonding i Tuscarawas, dok se kod naselja Marietta ulijeva u Ohio.
Naziv Muskingum potiče od riječi koja se slično izgovora kao i jedna riječ na jeziku naroda Lenni Lenape, a koja bi se mogla prevesti kao "oko (organ vid) losa" ili "pokraj rijeke" (engleski: "eye of the elk" ili "by the riverside").